# Thái San
Thái San là diễn viên điện ảnh Việt Nam, họ tên đầy đủ là Nguyễn Đình Thái San, sinh ngày 27 tháng 04 năm 1974 tại Đà Lạt, đóng nhiều phim tại Việt Nam, Pháp và hải ngoại. Gần đây anh lại đóng nhiều vai rất lạ và ấn tượng như trong phim Định Trước Ngày Chết (2009). Thái San còn là ca sĩ, người mẫu, biên kịch phim, đạo diễn. Từ năm 1998 anh sang Pháp để chăm sóc mẹ bị bệnh, và từ năm 2003, chính thức định cư tại Pháp. Thái San còn là tác giả nhiều tập thơ về tình yêu như Tiếng gào thét trong đêm dài (2010), Vọng Khúc (2010), Nhớ về Đà Lạt (2011), Vĩnh biệt em (2011)...

## Tiểu sử
Cha là ông Nguyễn Đình Giáp (hay Nguyễn Hồng Giáp), tiến sĩ sử học và thạc sĩ kinh tế, người Lâm Xuyên, xã Nam Thành, huyện Yên Thành, tỉnh Nghệ An, là hậu duệ đời thứ 18 của Thái sư Cương Quốc công Nguyễn Xí. Mẹ là bà Thái Nguyên Kiều Lan, thạc sĩ Đông phương học, người phường Kim Long, Huế, con quan Đốc Học Thái Nguyên Đào. Thái San là em họ của ca sĩ Thanh Lan (mẹ của Thanh Lan và mẹ của Thái San là chị em ruột).
Thái San từng là học sinh trường Trung học phổ thông Bùi Thị Xuân, Đà Lạt, và anh từng là sinh viên khoa Hóa tại trường Đại học Đà Lạt. Tốt nghiệp kỹ sư hóa học nhưng vì đam mê nghệ thuật nên anh từ Đà Lạt về Sài Gòn thi đậu trường Nghệ thuật Sân khấu II, khoa diễn viên kịch, khóa 13 (1989-1990), cùng lúc thi vào học khoa diễn viên điện ảnh tại Trường Điện ảnh Việt Nam, cùng lớp với Việt Trinh, Cát Phượng, Mai Thế Hiệp.
Thái San vốn là một ca sĩ trước khi trở thành diễn viên điện ảnh..
Thời gian ở Pháp, anh cũng tham gia một số phim hải ngoại và lồng tiếng cho một số phim Pháp và đài BBC.
Thái San tốt nghiệp bằng Thạc sĩ Du lịch tại Pháp năm 2013..

## Sự nghiệp phim ảnh
Thái San xuất hiện trên phim ảnh lần đầu tiên trong phim Đằng Sau Một Số Phận (1989) của đạo diễn Lê Hoàng Hoa. Anh được khán giả biết đến nhiều qua vai Hoàng Tử trong phim Tấm Cám (1991) của đạo diễn Lê Hữu Lương, vai bác sĩ Lâm trong phim Sao em vội lấy chồng (1994) do Trần Cảnh Đôn đạo diễn, phim Nụ Hôn Đầu Đời (1995) do Đào Bá Sơn đạo diễn, phim Đừng Nói Xa Nhau (1996) do Xuân Phước đạo diễn....
Anh tham gia rất nhiều phim tại Việt Nam thời kỳ phim thị trường thập niên 90, và đã đóng chung cặp với Thanh Lan, Việt Trinh, Diễm Hương, Mỹ Duyên, Diệu Ái, Y Phụng, Hồng Đào, Mai Phương, Hoàng Trinh, Trần Gia Linh, Thanh Xuân....
Sau khi đóng phim Hoa hậu Của Lòng Anh, năm 1998, Thái San sang Pháp để chăm sóc mẹ bị bệnh nặng.. Sang Pháp ngoài việc chăm sóc mẹ, anh tiếp tục theo học Trường Kịch Nghệ Sân khấu và Điện ảnh tại Paris, học thêm tốt nghiệp bằng cao học văn chương Pháp và học thêm tốt nghiệp bằng thạc sĩ du lịch tại Pháp. Trong thời gian tại Pháp, Thái San có tham gia đóng phim Pháp như Poids Léger (2003), Zootology (2005), Esclavage moderne (2013)... và đóng vai cho Hãng phim Hải ngoại Paris trong một số phim như Người Yêu Ma (2007), Định Trước Ngày Chết (2009)...
Năm 2012, anh cũng về Việt Nam tham gia một số phim trong nước.

## Phim tham gia
- Đằng sau một số phận (1989)
- Tấm Cám (1991)
- Đời có tên tụi mình (1992)
- Chuyện tình Mỵ Châu (1992)
- Chị em sinh đôi (1992)
- Mùa tình yêu (1992)
- Bến bờ khát vọng (1992)
- Tóc gió thôi bay (1993)
- Đi tìm người hát lý thương nhau (1993)
- Sao em vội lấy chồng (1994)
- Vĩnh biệt tình anh (1994)
- Trái tim mùa đông (1995)
- Giấc mơ có thật (1995)
- Nụ hôn đầu đời (1996)
- Đừng nói xa nhau (1996)
- Hạ sĩ quan (1996)
- Đôi mắt Thái tử Câu Na La (1997)
- Tình yêu thiên thần (1997)
- Những nẻo đường phù sa (1998)
- Hoa hậu của lòng anh (1998)
- Poids léger (2004)
- Zootology (2005)
- Người yêu ma (2007)
- Thiên đường nước mắt (2009)
- Định trước ngày chết (2009)
- Ma bố trở về (2010)
- Nhổ tóc bạc (2011)
- Esclavage moderne (2013)
- Quen với cô đơn (2022)
- Vọng cổ buồn (2022)
- Tình khó phôi pha (2023)